# 9-1-1: Самотня зірка
«9-1-1: Самотня зірка» — американський процедурний драматичний телесеріал, присвячений діяльності пожежних, поліцейських, операторів 9-1-1 та медикам швидкої невікладної допомоги вигаданого відділу № 126, що розташований в Остіні, штат Техас. Використане в назві словосполучення «Самотня зірка» посилається на асоціацію з Техасом — «Штатом самотньої зірки». Серіал створений на замовлення телекомпанії Fox Раяном Мерфі, Бредом Фелчаком і Тімом Мінеаром. Прем'єра відбулася 19 січня 2020 року. «9-1-1: Самотня зірка» є спінофом телесеріалу «9-1-1», що вийшов на екрани роком раніше.
У квітні 2020 року Fox продовжив серіал на другий сезон, прем'єра якого відбулася 18 січня 2021 року, у травні 2021 року — на третій (прем'єра 3 січня 2022 року), травні 2022 року — на четвертий. В травні 2023 телесеріал було продовжено на п'ятий сезон.

## Акторський склад

### Основний
- Роб Лоу — Оуен Стренд, капітан пожежної служби з Нью-Йорка та батько Т. К. У нього діагностували рак легенів через його роботу під час теракту 11 вересня, під час якого він також втратив всю команду. Після перебудови своєї команди в Нью-Йорку його попросили зробити те саме в Остіні.
- Ронен Рубінштейн — Тайлер Кеннеді Стренд «Т. К.», пожежник, а пізніше фельдшер. Намагається позбутися наркозалежності. Син капітана 126 пожежної частини. Після переїзду до Остіна, він починає стосунки з поліцейським Карлосом Рейєсом.
- Лив Тайлер — Мішель Блейк, капітан екстреної медичної допомоги, волонтер служби допомоги безхатнім людям. Вона намагається знайти свою зниклу сестру Айріс. У кінці 1 сезону вона покидає 126 частину, щоб продовжити волонтерську діяльність.
- Рафаель Л. Сілва — Карлос Рейес, поліцейський відділу поліції Остіна, який починає романтичні стосунки з Т. К.
- Джим Перрак — Джадсон «Джадд» Райдер, пожежник та чоловік Грейс. Джадд єдиний, хто вижив після пожежі попередньої 126 команди.
- Наташа Карам — Марджан Марвані, пожежна і фельдшер. Марджан — вірна мусульманка і знаменитість в Instagram.
- Браян Майкл Сміт — Пол Стрікленд, пожежник і фельдшер. Трансгендер, має «дар» підмічати деталі і робити висновки.
- Джина Торрес — Томмі Вега, капітан екстреної медичної служби, мати доньок-близнючок, знову прийшла на роботу через вісім років, щоб підтримати свою сім'ю після закриття ресторану її чоловіка.
- Джуліан Воркс — Матео Чавес, новачок у пожежній службі. Через дислексію неодноразово провалив екзамени. Через це він міг бути депортований.
- Бріанна Бейкер — Ненсі Джилліан, фельдшерка з 126 пожежної бригади.
- Келсі Єйтс — Ізабелла «Ізі» Вега, донька Томмі та сестра-близнючка Еві.
- Скайлер Єйтс — Еві Вега, донька Томмі та сестра-близнючка Іззі.

### Повторювані
- Марк Еліас — Тім Розуотер (сезони 1–2), фельдшер, який також є членом бригади швидкої медичної допомоги 126. Він помирає під час виклику.
- Кайл Айвен Секор — заступник керівника пожежної служби Олден Редфорд (сезон 1, гостьовий сезон 2), начальник пожежної служби, який переконує Оуена приїхати до Остіна, щоб відновити 126 пожежну станцію з нуля.
- Джон Фостер — Дастін Шепард (1 сезон), колишній хлопець зниклої сестри Мішель Блейк Айріс, який, на думку Мішель, пов'язаний з її зникненням.
- Бретт Райс — Вейн Геттінгер (сезон 1): літній чоловік, який одночасно з Оуеном отримує хіміотерапію. Він також дає поради Оуену, як боротися з раком та його побічними діями.
- Мері Кей Плейс — Тереза Блейк (сезон 1): Мати Мішель, яка хоче, щоб Мішель пережила те, що сталося з її сестрою Айріс, яка зникла безвісти.
- Наталі Зі — Зої (1 сезон): професор психології Техаського університету в Остіні. Вона зустрічає Оуена в косметичному магазині, а потім починає з ним зустрічатися.
- Біллі Берк — Біллі Тайсон (сезони 1 і 3; гостьові сезони 2): колишній пожежник 126, який хворий на рак. Пізніше капітан 121 пожежної частини й заступник начальника пожежної служби Остіна.
- Тамала Джонс — Дет. Саріна Вашингтон (сезон 1; гостьовий сезон 3): детектив відділу поліції Остіна.
- Ліндсі Фонсека — Айріс Блейк (1 і 4 сезони): зникла сестра Мішель, хвора на параноїдальну шизофренію.
- Ліза Едельштейн — Гвінет «Гвін» Морган (сезони 2–3): колишня дружина Оуена та мати Т. К., яка прибуває в Остін після госпіталізації свого сина, народжує дитину від другого чоловіка.
- Дерек Вебстер — Чарльз Вега (2 сезон): чоловік Томмі.
- Беніто Мартінес — Габріель Рейєс (2 сезон; гостьові сезони 3-4): батько Карлоса, техаський рейнджер.
- Тодд Стешвік — Денніс Реймонд (сезон 2): дослідник підпалів, який, як пізніше виявилося, сам є серійним підпалювачем.
- Джулі Бенц — Седі Бекер (сезон 3): жінка, яка орендує хату поруч з Оуеном після його звільнення.
- Карлі Датчер — Ліндсі Робертсон (3 сезон): жінка-підліток, яку рятує Пол під час обвалу даху у волонтерському центрі.
- Джексон Пейс — Ваятта Харріса (сезон 3): син Джадда, який народився через роман на одну ніч 17 років тому.
- Емі Екер — Кетрін Гарпер (сезон 3): начальник апарату губернатора Техасу. Кетрін і Оуен знайомляться через ексклюзивний додаток для знайомств серед відомих людей.
- Джек Конлі — капітан Татум (сезон 3; гостьовий сезон 2): капітан на 129 станції.
- Робін Лайвлі — Марлен Харріс (сезон 3): Мати сина Джадда Уайтта.
- Натан Оуенс — Джуліус Вега (сезон 3): брат Чарльза та зять Томмі.
- Аманда Шулл — спеціальний агент Роуз Кейсі (сезон 4): агент ФБР розслідує можливі теракти, досліджує членів екстремістського об'єднання «Вільні Пси» за допомогою Оуена.
- Ніл Мак-Дона — сержант Тай О'Брайен (сезон 4; гостьовий сезон 3): сержант поліції, який відомий своїм жорстким підходом до правопорушників, так і своєю неприязню до пожежників. Один з засновників об'єднання «Вільні Пси».
- Баррі Корбін — Стюарт Райдер (1–3 сезони): батько Джадда Райдера.

### Гостьові
- Алекс Картер — капітан (сезон 1): колишній капітан 126-ї частини, який загинув під час вибуху.
- Джессі Люкен — Джейк Харкс (сезон 1): один із колишніх членів 126, який загинув під час вибуху.
- Метт МакТігі — Чак Паркленд (1 сезон): один із колишніх членів 126, який загинув під час вибуху.
- Грем Шилз — Корі Гарріті (сезон 1): один із колишніх членів 126, який загинув під час вибуху.
- Енджел Паркер — Джозі (сезон 1): жінка, яку Пол зустрічає під час дзвінка. Вони не довго зустрічалися, поки вона не дізналася, що він транс.
- Мена Массуд — Салім (сезон 2): друг дитинства Марджан, за якого вона домовилася вийти заміж, коли їм було дванадцять.
- Вільям Аллен Янг — Бенджамін Вільямс (2 сезон): батько Грейс.
- Барт Джонсон — Стенлі (сезон 3): наречений Марлен і майбутній вітчим Уайтта.
- Девід Браян Вудсайд — Тревор Паркс (сезон 4): батько та новий пастор у місцевій церкві. Переїхав до Остіна, але відразу двічі викликав 9-1-1.

### Перехресний акторський склад
Звичайні актори оригінального «9-1-1: Служба порятунку».
- Аїша Хайндс — Генрієтта «Хен» Вілсон (спеціальний гість, сезон 2): пожежник і фельдшер 118 станції Лос-Анджелеса.
- Раян Гузман — Едмундо «Едді» Діас (2 сезон, спеціальний гість): колишній військовий, пожежник і фельдшер 118 станції Лос-Анджелеса.
- Олівер Старк — Еван «Бак» Баклі (2 сезон, спеціальний гість): пожежник 118 станції Лос-Анджелеса.
- Анджела Бассетт — Афіна Грант-Неш (3 сезон, спеціальний гість): сержант патрульної поліції Лос-Анджелеса.

## Епізоди

### Загальний огляд
| Сезон | Епізоди | Епізоди | Оригінальний показ | Оригінальний показ | Ранг | Глядачі (млн) |
| Сезон | Епізоди | Епізоди | Перший показ       | Останній показ     | Ранг | Глядачі (млн) |
| ----- | ------- | ------- | ------------------ | ------------------ | ---- | ------------- |
| 1     | 10      | 10      | 19 січня 2020      | 9 березня 2020     | 25   | 9.09          |
| 2     | 14      | 14      | 18 січня 2021      | 24 травня 2021     | 15   | 8.71          |
| 3     | 18      | 18      | 3 січня 2022       | 16 травня 2022     | 20   | 7.43          |
| 4     | TBA     | TBA     | 24 січня 2023      | TBA                | TBA  | TBA           |

Серіал «9-1-1: Самотня зірка» розповідає про досвідченого нью-йоркського пожежника, який разом зі своїм сином переїжджає з Манхеттена, штат Нью-Йорк, до Остіна, штат Техас. Він відроджує та керує 126 пожежною часиною, рятує тих, хто найбільш вразливий, і вирішує проблеми у власному житті. Разом з ним інші пожежники, а також співробітники відділення поліції, екстреної медичної допомоги та кол-центру 9-1-1. Зірка серіалу Роб Лоу є співвиконавчим продюсером.
Незважаючи на те, що події відбуваються в Остіні, штат Техас, майже всі зйомки серіалу проходили в Лос-Анджелесі, штат Каліфорнія.

### Сезон 1
| № серії (загалом) | № серії (в сезоні) | Назва серії                                         | Режисер(и)           | Сценарист(и)                          | Оригінальна дата показу | Код серії | Глядачів в США (млн) |
| --- | ------------------ | --------------------------------------------------- | -------------------- | ------------------------------------- | ----------------------- | --------- | -------------------- |
| 1 | 1                  | «Пілотна» «Pilot»                                   | Бредлі Буккер        | Раян Мерфі, Бред Фелчак та Тім Майнір | 19 січня 2020 року      | 1CJW01    | 11.4111.41           |
| 126-та пожежна частина в Остіні, штат Техас, знищена внаслідок пожежі на одному з викликів. Капітану пожежної частини з Нью-Йорка, Оуену Стренду, який відновлював свою команду після трагедії 11 вересня, пропонують роботу там, але спочатку він відмовляється. Стренд дізнається, що у нього рак легенів. Він рятує свого сина Т.К. від передозування наркотиками. Стренд приймає рішення змінити своє і синове життя, і погоджується очолити нову команду пожежників. Новий капітан 126 команди реконструює будівлю та наймає на роботу пожежників. Серед охочих був єдиний пожежник, який вижив під час трагічного виклику. |                    |                                                     |                      |                                       |                         |           |                      |
| 2 | 2                  | «Йі-Хо» «Yee-Haw»                                   | Бредлі Буккер        | Тім Майнір і Рашад Райсані            | 20 січня 2020 року      | 1CJW02    | 5.94                 |
| Через отруєння ртуттю, декілька людей намагаються вчинити самогубство, команда намагається їх врятувати. Пол демонструє свій «дар», знаходячи винуватця. Капітан швидкої медичної допомоги, волонтерка, Мішель Блейк відповідає на особистий дзвінок про допомогу. Вона допомагає хлопчикові з нападом астми, а вдячна родина відкриває ключ до зникнення її сестри Айріс три роки тому. Капітан Стренд починає лікувати рак, а Джад - посттравматичний стресовий розлад. T.K. задумався про свій роман із поліцейським Карлосом, коли той захотів повноцінних стосунків. |                    |                                                     |                      |                                       |                         |           |                      |
| 3 | 3                  | «Гордий Техас» «Texas Proud»                        | Дженніфер Лінч       | Крісті Лоурі                          | 27 січня 2020 року      | 1CJW04    | 6,215.58             |
| Команда рятує на чоловіка, який застряг у силосній башті з кукурудзою. Т.К. не слухається наказу і намагається врятувати Марджан, яка теж провалилася у зерно. Після успішного закінчення рятувальної операції з Марджан впав її хіджаб. Один з очевидців зняв це на відео. Після цього її попросили піти з мечеті та шукати інше місце для молитов. Між Джадом та Т.К. зав'язуються розбіжності, що призводять до бійки. Пізніше другий розпочинає бійку у барі. Його заарештовує поліція та він мириться з Карлосом. Під час змагання з поїдання м'яса жінка впадає в непритомність, і команда швидкої медичної допомоги діагностує у неї гіпонатріємію, «водну інтоксикацію», що спричиняє розтягнення сечового міхура. Карлос і Мішель продовжують спільне розслідування щодо зниклої сестри Айріс, вони шукають синій пікап, на якому вона ймовірно їздила у день зникнення. Мішель, порушуючи заборону на наближення, розмовляє з колишнім бойфрендом своєї сестри Айріс Дастіном. Вона намагається вибачитися, однак нічого не вдається. Оуен починає хіміотерапію, знайомитися з іншим хворим, що дає йому поради щодо лікування раку легенів. Команда рятує жінку, яка випала з балкона сьомого поверху під час занять йогою для свого блогу. Мішель розповідає Оуену про пропажу сестри. Добре випивши, він нападає на Дастіна, але наступного дня Дастін погоджується допомогти у пошуках. Джад і Т.К. вибачаються один перед одним. Ввечері у місті починається торнадо. |                    |                                                     |                      |                                       |                         |           |                      |
| 4 | 4                  | «Божий акт» «Act of God»                            | Шарат Раджу          | Моллі Грін і Джеймс Леффлер           | 3 лютого 2020 року      | 1CJW03    | 6.39                 |
| У місті починається торнадо рівня EF4 (зі швидкістю вітру 267 - 322 кілометрів на годину, що завдає руйнівної шкоди). Команда перебуває у стані підвищеної готовності. Будинок, у якому проживає сім'я з тата і двох дітей, опиняється на маршруті торнадо і повністю руйнується. Пожежники рятують дітей з-під завалів, однак батько не вижив через травму внутрішніх органів. Машина жінки-таксистки застрягає на висоті між двома будинками. Команда рятує жінку, але машина, зрештою, падає. Оператор 9-1-1 рятує чоловіка, який застряг у сейфі і не знає паролю від нього. Після наступної хіміотерапії Оуен думає як повідомити Т.К. про свій діагноз. Але він дізнається правду раніше та ображається на батька. Мішель і її мати обговорюють зникнення Айріс, а також знаходять важливу підказку про її зникнення у старому фотоальбомі. |                    |                                                     |                      |                                       |                         |           |                      |
| 5 | 5                  | «Шпильки» «Studs»                                   | Бредлі Буккер        | Карлі Сотерас                         | 10 лютого 2020 року     | 1CJW05    | 5.73                 |
| Команду викликають на бійку в чоловічому стриптиз-клубі. Фельдшери госпіталізують жінку з короною у голові. Пол допомагає Джозі, в око якої потрапили блискітками стриптизера. Пізніше вони зустрічаються, але коли він відкриває свою гендерну ідентичність, вона не може впоратися з цією новиною і вони розлучаються. На хіміотерапії Тім розповідає Оуену, що побічним ефектом лікування є імпотенція. Пізніше Оуен зустрічає Зої, професорку психології, і не може підняти ерекцію під час сексу, вона каже, що це нормально для чоловіків його віку. Пізніше він радиться з лікарем щодо розв'язання цього питання. Поліція приїжджає на акцію протесту женоненависних чоловіків біля притулку. Одного з чоловіків вдарили пляшкою у голову й у нього почався напад. Чоловік розповідає фельдшерам, що у нього хондрокальциноз. Дорогою до лікарні у нього зупиняється серце, йому потрібна дефібриляція. До цього хворий випив ліки, що призвело до випаровування отруйних газів. Вся бригада швидкої допомоги знепритомніла, а машина перевернулася на повороті. Пожежники врятували бригаду, але хворий загинув. Тим часом Грейс сперечається з Джаддом щодо відсутності романтики у їх спільному житті; наступної ночі він виправився. На наступному виклику команда гасить пожежу у корівному банку сперми. Поліція заарештовує незадоволеного клієнта, який звинувачений у підпалі.                                                                                      |                    |                                                     |                      |                                       |                         |           |                      |
| 6 | 6                  | «Такі друзі» «Friends Like These»                   | Маріта Грабяк        | Джон Оуен Лоу                         | 17 лютого 2020 року     | 1CJW06    | 6.04                 |
| Жінка впізнає знайому водійку у таксі. Відволікши її, вони врізаються у вантажівку. Водієві потрібне переливання крові на місці, оскільки вони не встигнуть доїхати до лікарні. Матео, хворий на дислексію, готується до тесту Академії пожежної служби. Він не може читати підручники, тому його колеги записують для нього аудіо з теорією та постійно влаштовують йому опитування. Врешті, він складає тест на високий бал. Джадд запрошує Оуена приєднатися до покерної гри, техаського холдему, де він зустрічає Біллі, хворого на рак щитоподібної залози колишнього капітана 126-ї пожежної частини. Він не любить Оуена за те, що той «забрав» у нього роботу. Пізніше вони разом грають у гольф, але Біллі повідомляє про рак Оуена начальству, щоб отримати його роботу. Оуен має пройти тест на витривалість, щоб залишитися на роботі. На наступному виклику команда зустрічає закривавленого пса, який приводить їх до чоловіка, який застряг під комбайном. Під час іншого дзвінка оператор 9-1-1 Грейс рятує літнього чоловіка з грипом, який вдихнув хмару кремаційних останків під час утилізації праху друга. |                    |                                                     |                      |                                       |                         |           |                      |
| 7 | 7                  | «Бум Стер» «Bum Steer»                              | Джон Дж. Грей        | Джил Снайдер                          | 24 лютого 2020 року     | 1CJW07    | 5.65                 |
| Команда приїжджає у магазин вживаних автомобілів, де бик застряг у вікні машини, а перед цим завдав травми декільком людям. Оуен готується до іспиту на фізичні здібності (CPAT), але він провалює тренування і непритомніє. Грейс нагадує Джадду, що Оуен допоміг йому, тож він має допомогти у справі з Біллі та CPAT. Джадд злиться на Оуена за те, що він сам запропонував CPAT, бувши надто впевненим у собі. Пізніше Оуен та Біллі грають у гольф під час грози, і у Біллі влучає блискавка. Оуен несе його на руках у безпечне місце, рятуючи йому життя, через що заступник начальника вважає виконанням завдання CPAT. Мішель приїжджає до наметового містечка безпритульних, де чоловік намагається вкрасти у неї наркотики. Вона з Карлосом розслідують зникнення молодшої сестри Мішель Айріс разом із детективом Вашингтоном. На наступному виклику епілептичний напад різноробочого сприймають за ураження струмом. Жінка, намагаючись його врятувати, вдаряє чоловіка палицею. |                    |                                                     |                      |                                       |                         |           |                      |
| 8 | 8                  | «Монстр всередині» «Monster Inside»                 | Гвінет Хордер-Пейтон | Тоня Конг                             | 2 березня 2020 року     | 1CJW08    | 5.61                 |
| Команда рятує дитину та няньку з будинку, повного змій. Вони використали вогнегасник з CO2, щоб відлякати рептилій. Поліція знаходить синій пікап, на якому у день зникнення їздила Айріс. В уламках автомобіля Мішель впізнає її браслет. Серед речей був мобільний телефон, який розкриває історію дзвінків 9-1-1, спричинених параноєю, що демонструє ознаки шизофренії. Мішель згадує, що прояви хвороби з'явилися задовго до зникнення. Оуен дізнається гарні новини про свій рак. Його пухлина стала на 2,77% менше. Лікар розповідає йому, що його імунотерапевтичний коктейль був випробуваний на собаках, деякі з яких були покинуті. Він усиновляє бернського зенненхунда Лютика, який має такий самий вид раку легенів, як і Оуен. Т.К. образився на батька, бо не хотів прив'язуватися до собаки, який, можливо, скоро помре. Але згодом він проявляє любов до Лютика. Команда медиків реагує на дзвінок від сина, мати якого не відповідає йому. Команда розуміє, що вона померла кілька днів тому, а її дорослий син потребує психологічної допомоги. Чоловік з деменцією дзвонить на 9-1-1, думаючи, що до його будинку увірвалися. Виявляється, що це його старий будинок, у якому живуть нові власники. Вони налякані, у літнього чоловіка стався серцевий напад, а їхній маленький онук помилково стріляє в Т.К., коли вони вриваються в кімнату, щоб допомогти. Пожежник впадає у кому.                                                                           |                    |                                                     |                      |                                       |                         |           |                      |
| 9 | 9                  | «Пробудження» «Awakening»                           | Девід Гроссман       | Рашад Райсані                         | 9 березня 2020 року     | 1CJW09    | 5.38                 |
| На вечірці з відкриттям статі дитини чоловік, який доглядає за грилем, підпалюється хмарою рожевого крохмального порошку з повітряних кульок. Стрес викликає у вагітної жінки передчасні пологи. Команді доводиться приймати пологи на місці, народжується хлопчик. У лікарні Т.К. прокидається після коми. Під час відновлення він намагається знайти сенс свого життя. Джад запрошує батька на вечерю, однак, той відмовляється, бо впав і не може підвестися, а просити про допомогу соромиться. Чоловік з сином займаються спеліотуризмом. Батько застрягає у «родовому каналі» печери догори ногами. Команда рятує його в останню мить. Батькові Джадда важко жити самому, тому вони з Грейс намагаються допомогти; пізніше його батько сильно порізався, впавши на скляний стіл. Хлопчик встромляє у ніс маленький іграшковий автомобіль. Він боїться витягати його, а Пол намагається вговорити і дістає іграшку. Пізніше команда повертається, оскільки батько встромив таку ж іграшку собі в ніс. |                    |                                                     |                      |                                       |                         |           |                      |
| 10 | 10                 | «Остін, у нас проблема» «Austin, We Have a Problem» | Бредлі Букер         | Рашад Райсані та Тім Мінер            | 9 березня 2020 року     | 1CJW10    | 5.38                 |
| В Остіні настає хаос, коли сонячна буря спричиняє збій у роботі електрики та енергетичного обладнання. 126 команда має врятувати пасажирів легкомоторного літака, який застряг у лінії високовольтних електричних опор під час транспортування хворого чоловіка на трансплантацію печінки. Під час розмови з Карлосом Т.К. ставить під сумнів його стосунки з ним. Коли несправні світлофори і навігаційні системи стають причиною кількох аварій, вони поспішають на допомогу людям до прибуття рятувальників. Т.К. рятує водійку автобуса, яка застрягла у ньому, коли наїхала на гідрант. Тоді він розуміє, що хоче залишитися пожежником. У таборі для бездомних Мішель вдаряє чоловік, котрий раніше намагався її пограбувати. Її рятує жінка. Вона виявляється її сестрою, загубленою 3 роки тому. Мішель дізнається, що весь цей час вона жила тут, у таборі безпритульних під мостом. Мішель і її мати намагаються повернути її додому, але вона вирішує залишитися, попри свою шизофренію. Оператор 9-1-1 Грейс отримує дзвінок із МКС, і їй вдається зв’язати астронавта, який помирає від радіаційного отруєння після сонячної бурі, з його родиною, щоб попрощатися. Повернувшись у 126 пожежну частину, Т.К. зізнається решті команди у своїй опіоїдній залежності та тому, що все-таки він хоче залишитися пожежником. Пізніше він також мириться з Карлосом. Мішель розповідає Оуену, що знайшла свою сестру. У кінці серії у небі з'являється полярне сяйво.         |                    |                                                     |                      |                                       |                         |           |                      |